# 4-Amino-2-(trifluormethyl)benzonitril
4-Amino-2-(trifluormethyl)benzonitril ist eine chemische Verbindung aus der Gruppe der Benzonitrile.

## Gewinnung und Darstellung
4-Amino-2-(trifluormethyl)benzonitril kann ausgehend von m-Trifluormethylfluorbenzol durch eine dreistufige Synthese (Bromierung, Cyanogruppenersatz und Aminolysesubstitution) dargestellt werden.

## Eigenschaften
4-Amino-2-(trifluormethyl)benzonitril ist ein weißer Feststoff.

## Verwendung
4-Amino-2-(trifluormethyl)benzonitril kann zur Herstellung von Benzimidazolen und antiandrogenen Stoffen (wie zum Beispiel Bicalutamid) verwendet werden.

## Externe Links zu erwähnten Verbindungen
1. ↑  Externe Identifikatoren von bzw. Datenbank-Links zu m-Trifluormethylfluorbenzol:  CAS-Nr.: 401-80-9, EG-Nr.: 206-933-1, ECHA-InfoCard: 100.006.304, PubChem: 67867, Wikidata: Q72479217.